# Scopula similaria
Scopula similaria là một loài bướm đêm trong họ Geometridae.